# Biwak pod Berezyną
Biwak pod Berezyną – obraz olejny namalowany przez polskiego malarza Wojciecha Kossaka w 1913, znajdujący się od 1968 w zbiorach Muzeum Śląska Opolskiego w Opolu.

## Opis
W 1896 cyklorama Przejście Wielkiej Armii przez Berezynę w 1812 roku autorstwa Kossaka i Juliana Fałata, któremu w drobniejszych fragmentach pomagało jeszcze kilku innych malarzy, była gotowa i została wystawiona publicznie w Berlinie. Po kilku kolejnych pokazach i bezskutecznym poszukiwaniu stałego miejsca dla panoramy, olbrzymie płótno zdeponowano w skrzyniach. W 1907 Wojciech Kossak, od dawna już wówczas skonfliktowany z Fałatem, podjął decyzje o pocięciu panoramy i sprzedaży poszczególnych fragmentów ze scenami figuralnymi jako oddzielnych obrazów, wyłącznie własnego autorstwa. 
Biwak pod Berezyną to fragment monumentalnej panoramy, przedstawiającej przejście francuskiej armii cesarza Napoleona przez rzekę Berezynę w 1812, podczas inwazji na Rosję. Trwająca trzy dni bitwa nad Berezyną była najbardziej dramatycznym momentem odwrotu Wielkiej Armii spod Moskwy. 
Płótno przedstawia odpoczynek i posiłek rannych, wyczerpanych i zmarzniętych żołnierzy przy ognisku obok stogu siana. Na pierwszym planie widoczni są dwaj żołnierze; jeden, który jest ranny przykrył się kocem, a drugi w bikornie i pelerynie siedzi z zamkniętymi oczami. Za nimi leżą zwłoki zamarzniętego żołnierza z wyciągniętymi rękami, a nad ogniskiem jeden z gwardzistów przypieka, umieszczony na bagnecie, kawał mięsa, któremu z wielką uwagą przygląda się pies. W tle po lewej widać zwłoki konia i żołnierza z kawałkami mięsa idącego w stronę biwakujących. Pod pozornym spokojem tej sceny ukrywa się więc atmosfera zimna, głodu i beznadziei, jaka była udziałem żołnierzy napoleońskiej armii w końcu 1812.
Wojciech Kossak, aby móc sygnować obraz tylko swoim nazwiskiem, wybierał poszczególne sceny tak, aby pozostały na nich tylko partie figuralne jego autorstwa, w razie potrzeby przemalowując pejzaże wykonane przez Fałata. W przypadku Biwaku pod Berezyną Kossak zagęścił dla potrzeb „nowego” obrazu grupę figuralną oraz zmienił pejzaż widoczny w tle, uzupełniając go drzewami.